# 輪島バイパス
輪島バイパス（わじまバイパス）は、石川県輪島市の市街地を迂回する全長約5 km（キロメートル）の国道249号バイパスである。2023年現在は延長2.0 kmが開通しており、延長1.3 kmが事業中となっている。

## 概要
- 起点 - 石川県輪島市稲舟町
- 終点 - 石川県輪島市小伊勢町
- 全長 - 4.4 km
- 道路規格 - 第3種第2級
- 道路幅員 - 14.5 m - 18.0 m
- 車線数 - 2車線
- 設計速度 - 60 km/h

## 沿革
- 1994年度（平成6年度） - 事業化[1]。
- 1994年 - 用地買収に着手。
- 2001年 - 着工。
- 2009年（平成21年）12月 - 久手川町 - 杉平町間延長1.3 kmが開通[1]。
- 2015年（平成27年）7月19日 - 杉平町 - 宅田町間延長0.7 kmが開通。同時に市道河井山岸線も開通[2]。
- 2018年度（平成30年度） - 宅田町 - 小伊勢町間延長1.3 kmが事業化[3]。
- 2021年（令和3年）11月28日 - 宅田町 - 小伊勢町間延長1.3 kmが着工[3]。

## 路線状況

### 主要構造物
- 河原田橋（河原田川）

## 地理

### 交差する道路
- 石川県道1号七尾輪島線